# 费姆
费姆（法語：Faimes，法語發音：[fɛm]）是比利时瓦隆大区列日省瓦雷姆區的一个市镇，通行法语，是比利时法语社群的一部分，面积28.48平方千米，人口3,947人（2018年1月1日）。